# Joyce Fongers

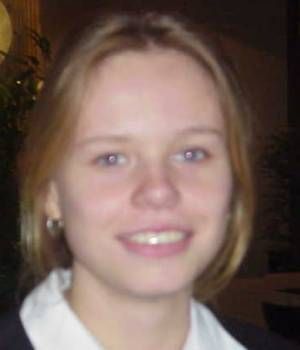
Joyce Fongers -foto Dimitri-

Joyce Fongers (30 september 1980) is een Nederlandse schaakster. In 1994, 1995 en 1997 was ze kampioen van Nederland bij de meisjes tot 20 jaar.